# William Henry Silvester
Pour les articles homonymes, voir Silvester.
William Henry Silvester dit Martin Laroche (15 septembre 1814 – 10 novembre 1886) était un photographe anglais de la première heure qui travailla sur les calotypes et gagna un procès dans ce domaine contre William Henry Fox Talbot.

## Référence
- (en) Cet article est partiellement ou en totalité issu de l’article de Wikipédia en anglais intitulé « Martin Laroche » (voir la liste des auteurs).